# Milhouse of Sand and Fog
«Milhouse of Sand and Fog» (с англ. — «Милхаус из песка и тумана») — третья серия семнадцатого сезона мультсериала «Симпсоны». Впервые вышла 25 сентября 2005 в США на телеканале «Fox».

## Сюжет
Во время проповеди преподобного Лавджоя Мэгги чешется. Семья берёт Мэгги на осмотр к доктору Хибберту, который диагностирует у девочки ветряную оспу. Вдохновленный предложением Фландерса о намерении специально заразить своих сыновей ветряной оспой, Гомер приглашает всех детей из окрестностей в свой дом на «вечеринку оспы». Он в конечном итоге сам ею заражается, выпив из бутылки Мэгги молока, не имея иммунитета в детстве. Родители Милхауса посещают вечеринку, и после того, как они напиваются «Маджариты» Мардж, они возобновляют свои отношения.
Милхаус чувствует себя пренебрежимым, потому что его родители не конкурируют за его любовь, как они это делали, пока они были разделены. Он планирует разбить их союз снова, и Барт помогает ему с сюжетом, заимствованным из сериала «Одинокие сердца» (англ. The O.C.). Мальчики кладут лифчик, принадлежащий Мардж, на кровать Кирка. Луанн находит бюстгальтер, и предполагает, что между Мардж и Кирком что-то есть, и сообщает об этом Гомеру. Когда Гомер сталкивается с Мардж, она сердито отрицает это и выгоняет его из дома.
Чтобы снова помирить Гомера и Мардж, Барт и Милхаус планируют бросить манекен, который выглядит как Барт, со скалы в реку внизу, в то время как Гомер и Мардж будут смотреть. Однако, разбив очки, Милхаус случайно выталкивает настоящего Барта со скалы. Гомер прыгает в пороги, чтобы спасти его, но они в конечном итоге цепляются за скалу возле водопада. Там Барт признаётся Гомеру в том, что оставил лифчик на кровати Кирка, из-за чего Гомер душит его. Мардж велит им доверять ей и отпустить камень. Они отпускают, и она ловит их, качаясь на верёвке, прикрепленной к дереву. Как только опасность миновала, на берегу реки Мардж и Гомер примиряются. Они видят Милхауса, который прыгает со скалы, думая, что Барт умер.

## Отношение критиков и публики
Во время премьеры эпизод просмотрели 10,19 млн человек.
Обозреватель сайта «Me Blog Write Good» охарактеризовал серию как «„Milhouse Divided“ [6 серия 8 сезона «Симпсонов»] наоборот». Однако, он «был удивлён, что почти все, что было до неуклюжего финала, работало; некоторые части казались поспешными, но основные сюжетные ходы казались логичными, и характеристика была устойчивой».
Финал, в котором Барт придумывает еще один план примирения своих родителей, — единственная в высшей степени глупая вещь, но даже она приправлена несколькими отборными шутками…
В общем, эпизод на удивление занимательный.
На сайте The NoHomers Club согласно голосованию большинство фанатов оценили серию на 4/5 со средней оценкой 3.56/5.